# Сланик-Молдова (Бакау)
Сланик-Молдова (рум. Slănic-Moldova) насеље је у Румунији у округу Бакау у општини Сланик-Молдова. Oпштина се налази на надморској висини од 422 m.

## Становништво
Према подацима из 2011. године у насељу је живело 4955 становника.